# Kuifstekelstaart
De kuifstekelstaart (Cranioleuca subcristata) is een zangvogel uit de familie Furnariidae (ovenvogels).

## Verspreiding en leefgebied
Deze soort telt twee ondersoorten:
- C. s. subcristata: noordoostelijk Colombia en noordelijk Venezuela.
- C. s. fuscivertex: Perijágebergte (noordoostelijk Colombia en noordwestelijk Venezuela).

## Status
De grootte van de populatie is niet gekwantificeerd maar de soort wordt omschreven als algemeen. Op de Rode lijst van de IUCN heeft deze soort de status niet bedreigd.